# Herbruikbare beker
De herbruikbare beker is een alternatief voor wegwerpbekers die worden gebruikt bij evenementen. Het gebruikte plastic is ten opzichte van de wegwerpbeker van betere kwaliteit. Bij grote bijeenkomsten wordt er statiegeld voor gevraagd.

## Gebruik
Herbruikbare bekers worden vooral gebruikt op festivals en andere evenementen. Bij het kopen van een drankje wordt, naast de consumptieprijs, soms ook voor de beker betaald. Na gebruik brengt de consument de beker terug om de eerder betaalde borg terug te krijgen, of om een nieuwe consumptie te bestellen, geserveerd in een andere beker. De borg voorkomt dat de bekers door de gebruikers worden weggegooid, een herbruikbare beker moet namelijk minstens 10 keer hergebruikt worden om een minder grote milieu-impact te hebben dan een wegwerpbeker. Echter zijn verschillende parameters van invloed op de milieuscore van zowel eenmalige als herbruikbare drankverpakkingen.
De bekers worden aan het einde van een evenement verzameld, gewassen en zo mogelijk elders opnieuw gebruikt.

### Milieu-impact
De milieu-impact van herbruikbare bekers wordt vooral bepaald door de volgende zaken: materiaal, gewicht en gebruikscycli van de bekers. Gebruikscycli geeft aan hoe vaak de herbruikbare beker daadwerkelijk hergebruikt wordt. Door het verliespercentage op evenementen te beperken, en daardoor meer gebruikscycli te realiseren, kan de milieu-impact verder verlaagd worden. In vergelijking met de andere variabelen als materiaal en gewicht, is de invloed van transport op de totale milieu-impact van herbruikbare bekers klein. Materiaal van de beker gaat hand in hand met het gewicht van de beker. Zo is een beker van polypropyleen vaak lichter dan een beker van polycarbonaat.
De impact van eenmalige bekers en PET-flesjes voor recyclage wordt vooral bepaald door het type (gerecycleerd) materiaal en het gewicht van de drankverpakkingen. Deze factoren worden beïnvloed door het ontwerp en aanschafkeuze van eenmalige drankverpakkingen op evenementen. Recyclage en voorafgaande selectieve inzameling van bekers en flesjes heeft een middelgrote invloed op de milieu-impact. Hoewel recyclage van belang is voor het aanbod aan gerecycleerd materiaal, compenseert het slechts in beperkt mate de grotere milieu-impact door het gebruik van virgin grondstoffen in bekers en flesjes. In vergelijking met de andere variabelen is de invloed van transport en ‘open-loop recyclage’ op de totale milieu-impact van recycleerbare eenmalige bekers klein.

## Soorten herbruikbare bekers
Bij het gebruik van een herbruikbare beker bestaan de volgende materialen: PP (polypropeleen), PLC (polycarbonaat) en Tritan (polyester copolymeer). De verschillende materialen hebben elk aparte eigenschappen. Zo is een herbruikbare beker van polypropeleen ondoorzichtig (melkachtig) en van alle materialen te verkiezen voor zijn milieuvriendelijkheid. PLC is geheel doorzichtig en wordt gebruikt voor o.a. herbruikbare champagneglazen.

## Wetgeving Vlaanderen
Vanaf 1 januari 2020 is het serveren van drank in recipiënten voor eenmalig gebruik bij evenementen verboden, tenzij de eventorganisator een systeem voorziet dat garandeert dat minstens 90% van de eenmalige verpakkingen gescheiden wordt ingezameld voor recyclage. Vanaf 1 januari 2022 is het serveren van drank in recipiënten voor eenmalig gebruik bij evenementen verboden, tenzij de eventorganisator een systeem voorziet dat garandeert dat minstens 95% van de eenmalige verpakkingen gescheiden wordt ingezameld voor recyclage.
Vanaf 1 januari 2020 is het voor Vlaamse overheden en lokale besturen in hun eigen werking en door hen georganiseerde evenementen verboden drank te serveren in recipiënten voor eenmalig gebruik. Vanaf 1 januari 2022 is dit verbod ook van toepassing op het aanbieden van bereide voedingsmiddelen in cateringmateriaal voor eenmalig gebruik.

### 90/95% inzameling eenmalige drankverpakkingen
Wanneer een organisator ervoor kiest om deels of volledig met eenmalige drankrecipiënten te blijven werken moet hiervan minimaal 90% (vanaf 2022 95%) van de geserveerde verpakkingen ingezameld worden voor recyclage. De bewijslast hiervoor ligt bij de organisator.
De OVAM zet de organisator op weg met een leidraad om dit te behalen.

## Wetgeving Brussel
De wetgeving van Brussel valt onder de Vlaamse wetgeving. Vanaf 1 juli 2019 is er een verbod op plastic wegwerpproducten bij alle evenementen in de Brusselse openbare ruimte. Met plastic wegwerpproducten worden onder meer bedoeld: rietjes, bakjes en verpakkingen voor allerhande voeding, verpakkingen om voeding ter plaatse te verbruiken of om mee te nemen, wegwerpbestek, roerstokjes, bekers,...

### Uitzondering
De  ambulante handel valt niet onder dit reglement, met uitzondering van ambulante activiteiten in de omgeving van een evenement in de openbare ruimte georganiseerd door derden. Ambulante handel is: zich inschrijven voor een markt in de Stad, het aanvragen van een individuele plaats in de openbare ruimte, het deelnemen aan kermissen, braderieën, rommelmarkten of tijdelijke evenementen

### Boetes of sancties
Bij overtreding van deze wet is het mogelijk dat er een geldboete wordt uitgeschreven of een sanctie wordt opgelegd. Het bedrag van deze gemeentelijke administratieve sanctie, als deze bestaat in een boete, bedraagt maximaal 350 euro.

## Afwassen van de herbruikbare beker
Het afwassen van de herbruikbare beker wordt in een horeca afwasmachine of een speciale wasstraat gedaan. In de speciale wasstraat gaan de vuile bekers door verschillende stadia heen om aan het einde er schoon en droog uit te komen.  De herbruikbare bekers worden daarna opgeborgen in daarvoor bestemde containers.

## Inname na gebruik
Het inname-percentage is voor elk evenement verschillend en varieert van 70 tot 97 procent. Om milieuwinst te behalen moeten organisatoren minstens 90 procent van de gebruikte bekers recupereren. Dit aantal kan worden behaald door het nemen van enkele maatregelen. Terugkerende maatregelen zijn: meer communicatie over het systeem, een vragen van een waarborg of hanteren van een beloningssysteem (voorbeeld: 10 herbruikbare bekers voor een drankje).